# Blakelaw and North Fenham
Blakelaw and North Fenham is een civil parish in het bestuurlijke gebied Newcastle upon Tyne, in het stedelijk graafschap (metropolitan county) Tyne and Wear met 6452 inwoners.